# Södra communityteatern
Södra communityteatern (även kallad Södra Community) är en communityteater med säte på Kristianstadsgatan 16 på Möllevången i Malmö, startad år 2011.
Södra communityteatern skapades i samverkan med Botkyrka Community Teater & Dans 2011 och leds av teatermannen Jonas Jarl och journalisten Mikael Olsson Al Safandi. Teatern fungerar som en social samlingsplats och verkar för utvecklingen av ett levande, inkluderande kulturcentrum för alla åldrar och grupper med särskild inriktning på yngre kulturintresserade av olika ursprung i en situation av utanförskap i Malmö och andra kommuner i Skåne som Kävlinge, Landskrona, Helsingborg och Kristianstad.
Sedan 2011 har man skapat teater- och kulturproduktioner, film- och mediaverksamhet, bedrivit kulturkurser, språkskola, servering, konserter, föredrag och andra gemenskapsfrämjande aktiviteter i samarbete med bland annat verksamheter i Moriska paviljongen / Re:Orient i Malmö Folkets Park, Arrangörsskolan, Media Avenue Öresund, UMIS, Fryshuset, fritidsgårdar etc. Man har även etablerat samverkan med Riksteatern, Malmö stadsteater, Helsingborgs stadsteater, Landskrona teater, Malmö Live och Dunkers kulturhus.
Med Identity Drama School i London som förebild startade man 2016 också teaterskolan Identity Drama Lab för teaterelever med utländsk bakgrund och svårigheter att finna ett traditionellt sammanhang inom den vanliga svenska teaterrepertoaren. I samverkan med Sundsgårdens folkhögskola driver teatern sedan 2012 även en unik utbildning för teaterpedagoger inom communityteaterformen.